# Escut de la família Margarit
L'Escut de la família Margarit és una obra de Sant Gregori (Gironès) declarada Bé Cultural d'Interès Nacional.

## Descripció
Escut de la família Margarit gravat en pedra a sobre de la portada de l'església parroquial de Sant Gregori. Al tram superior hi ha les armes reials amb els blasons d'Aragó i Sicília i Navarra. A la part inferior hi ha a la dreta tres margarides posades en triangle; al centre tres pinyes i a l'esquerra tres punys. Les margarides eren les que utilitzaven des de l'inici a l'escut dels Pinós, amb els quals havien emparentat. Els punys eren el blasó de la família Espuny amb els quals també havien enllaçat els Margarit. L'any 1465, el rei Joan II havia concedit als Margarit la facultat de posar sobre les armes del seu escut les armes reials.

## Història
La família Margarit va ser un llinatge de cavallers i després nobles, d'origen burgés, de Girona. El castell o casa forta de la família era a prop de l'església de Sant Gregori.
Seria probablement al final de les obres d'ampliació i reforma de la parròquia realitzades en els segles xvi i xvii quan es va col·locar l'escut al damunt de la portada, probablement en raó a que els Margarit haurien costejat bona part de les obres.